# 테네리페 공항 참사

사고의 전체상 로스 로데오 공항의 주 활주로의 양쪽에서 팬암기(파란색)와 KLM기(하늘색)이 접근해 충돌했다(빨간 별모양). 짙은 안개때문에 관제탑(동색)은 2대의 상황을 확인할 수 없었다.

테네리페 공항 참사(영어: Tenerife Airport Disaster)는 1977년 3월 27일 17시 6분(현지 시각) 스페인 카나리아 제도 테네리페섬의 노르테 공항에서 택싱 중이던 팬아메리칸 항공의 1736편과 이륙 중이던 KLM의 4805편 보잉 747 항공기 2대가 활주로 상에서 충돌, 583명이 사망한 참사로, 세계 역사상 최악의 항공참사로 기록되었다. 또한 대부분의 항공 사고가 자연재해나 인재 등 단일 원인으로 인해 발생하는 것과는 달리, 이 사고는 모든 상황이 복합적으로 맞물려 일어났다는 점에서 주목할 만하다.

## 테러에 의한 공항 폐쇄

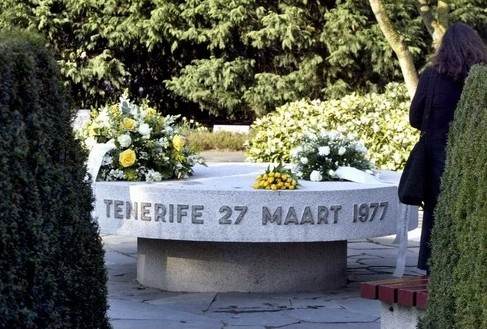
테네리페 참사 추모비

클리퍼 빅터(Clipper Victor)로 명명된 팬암 1736편은 보잉사에서 1969년 제작한 747-121로써 등록기호는 N736PA였다. 이 항공기는 로스앤젤레스 국제공항을 이륙하여 뉴욕의 존 F. 케네디 국제공항을 경유한 상태였다. 한편 라인(Rhine)으로 명명된 KLM 4805편은 보잉사에서 1971년 제작한 747-206B였으며, 등록기호는 PH-BUF였다. 이 항공기는 사고 4시간 전, 암스테르담의 스키폴 국제공항을 이륙한 상태였다. 이들 항공기들의 최종 목적지는 당시 대서양의 리조트로 각광받던 그란 카나리아 섬의 라스 팔마스 공항이었다.
최종 목적지에 다가가던 도중, 팬암기과 KLM기는 라스 팔마스 공항이 카나리아 제도 분리독립파 조직의 폭탄테러 예고전화로 임시폐쇄되었다는 소식을 통고받았다. 팬암기는 공항폐쇄가 길지는 않을 것이라는 정보를 얻고, 연료도 충분히 남아있었기에 착륙허가가 떨어질 때까지 라스팔마스 공항 상공에서 선회대기할 것을 요청했으나, 이윽고 다른 여객기와 마찬가지로 테네리페 섬의 로스 로데오 공항에 다이버트(divert;임시착륙)하라는 지시를 받았다. KLM기 또한 로스 로데오 공항으로 회항 지시를 받게 된다.
1개의 활주로와 1개의 평행유도로, 여러 개의 유도로를 가지고 있던 지방공항인 로스 로데오 공항은 KLM기가 착륙한 시점에서 주 에이프런(주기장)의 평행유도로상에까지 다른 비행기가 주기하고 있는 상태여서 관제탑은 평행유도로단부의 이륙대기장소에 주기를 명령했다. 약 30분 후에 착륙한 팬암기도 이 이륙대기장소의 KLM기 뒤로 다른 3대와 더불어 주기했다. 평행유도로가 꽉찼기 때문에 이륙하는 비행기는 활주로를 이동하여 이륙위치에까지 역주하여 이동할 필요가 생겼다.

## 충돌에 이르는 과정

### 연료 보급
팬암기 착륙 약 2시간 후, 라스 팔마스 공항에 대한 폭탄테러 예고전화가 허위로 판명되면서 각 항공기에 공항폐쇄는 해제되었다는 사실을 통보하였다. 승객을 기내 밖으로 내보내지 않고 대기하던 팬암기는 이륙위치로 이동할 준비가 되었으나 이동할 수 없었는데, 승객을 기내 밖으로 내려놓았던 KLM기의 기장 야코프 벨드하위전 반 잔텐(Jacob Veldhuyzen van Zanten)이 승객의 재소집에 어느 정도 시간이 걸릴 것이라 생각해 급유를 결정하였고, 라스팔마스 공항 재개 소식 5분 전부터 연료보급차가 급유를 시작하면서 KLM기가 이동할 수 없었기 때문이다.
눈앞에서 KLM기의 연료보급을 본 팬암기는 무선으로 직접 KLM기에게 급유 예상 소요시간을 물어보았고, 정확하지는 않지만 '35분 정도'라는 회신을 받았다. 타 비행기들은 보잉 747보다 규모가 작았기 때문에 KLM기 옆을 지나서 이륙할 수 있었지만, 팬암기는 기장 빅터 그러브스(Victor Grubbs)의 요청 아래 부조종사와 기관사 2명이 밖에서 날개 간 거리를 실측한 결과 아슬아슬하여 KLM기를 비켜갈 수 없다는 판단이 내려지면서 아무것도 할 수 없었기 때문에 기다릴 수밖에 없었다. 급유가 끝나면서 KLM기가 먼저 엔진을 시동하여 택싱을 개시하였고, 몇 분 후 팬암기도 그 뒤를 따랐다.

### 유도로와 기상상황
활주로 끝까지 이동하라는 지시를 받은 KLM기와, KLM기를 쫓아 같은 활주로를 이동하다 C3유도로로 빠져나와 평행유도로에서 대기하라는 지시를 받은 팬암기는 관제탑의 지시하에 이동하고 있었는데, 도중에 안개가 끼면서 1,000피트로 시야가 좁아져 관제탑에서 활주로의 상황을 주시할 수 없게 되었다.
KLM기는 활주로 끝까지 이동, 그 자리에서 180도 회전 후 항공교통관제관(ATC)에게서 관제승인(ATC 클리어런스)을 기다렸다. 팬암기 또한 C3 출구에 도착하였는데, 이 출구를 나오기 위해서는 왼쪽으로 135도 회전을 해야했었고, 좁은 활주로에서 보잉 747기가 이러한 급회전을 하는 것이 불가능 하다고 생각해 45도 회전만 하면 되는 C4 출구로 향하면서 활주로를 계속 나아가게 되었다 (테네리페 ATC는 짙은 안개로 이를 인지하지 못했다).

### 의사소통의 문제
테네리페 관제탑은 KLM기에게 관제승인을 내렸다. 관제승인은 아직 이륙의 스탠바이라는 뜻이기에 이륙을 시작하라는 승인은 아니었지만, KLM기는 이것을 이륙허가로 받아들였다. 판 잔턴 기장은 브레이크를 해제하고 부조종사는 네덜란드식 영어로 "We are at take off"(이륙위치에 있습니다)라고 한 후 곧 "We are taking off"(이륙하겠습니다) 라고 회답을 했다. 관제탑은 듣지못한 메시지에 혼란스러워하며, KLM기에게 그 장소에 대기하라고 답했다. 'O.K..(약 2초간 무응답)이륙을 준비하라. 우리가 부를 때까지 대기하라(OK,....Stand by for take off. I will call you)'라고 했으나, 여기서 이어진 2초간의 무응답상태가 후에 문제가 되었다.
팬암기는 이 양쪽이 보내는 통신내용을 듣고 즉시 불안감을 느끼고, '안돼! 우리는 아직 활주로 위를 택싱중이다.(No, we are still taxiing down the runway)'라고 경고했다. 그러나 이 팬암의 무선송신은 위 기록의 2초간의 무응답상태의 직후에 이루어졌기 때문에 KLM기에서는 'OK!'라는 한 마디만을 들었고, 그 후는 혼신을 나타내는 스킬음으로써 기록되지 않았다. 2초간의 무응답상태로 인해 ATC의 송신은 끝난 것으로 판단한 팬암기는 송신을 시도했으나, ATC는 아직 송신버튼을 누르고 있었기에 혼신이 생겼다. 거기에 ATC와 팬암기 양쪽은 이 혼신이 생긴 것을 느끼지 못했다. 이로 인해 팬암기는 '경고가 KLM기와 ATC 양쪽에 알려졌다', ATC는 'KLM기는 이륙위치에서 대기 중이다', KLM기는 'OK'를 '이륙허가가 나왔다'라고 각자 확신해, 실제로 KLM기는 스로틀을 전개하여 이륙활주를 개시했다.
안개때문에 KLM기는 팬암사의 보잉747기가 아직 활주로상에서 자신들의 방향으로 이동 중인 것을 보지 못했다. 이에 더해서 관제탑에서는 어느 항공기도 보이지 않았고, 설상가상으로 이 활주로에 지상관제 레이다는 설치되었지만 작동하고 있지는 않았다.
다만 충돌을 피할 수 있었던 기회가 딱 한 번 있었다. 위 기록된 교신이 끝난 3초 후에 다시 ATC는 팬암기에게 '활주로를 비웠는지 보고하라(Report the runway clear)'라고 부르자, 팬암기도 'OK, 우리가 활주로를 비우면 보고하겠다.(OK, we'll report when we're clear)'라고 회답했다. 이 수신내용은 KLM기에서도 똑똑하게 들었다. 이것을 들었던 KLM기의 기관사는 팬암기가 활주로에 있는 것이 아닐까 생각했다. 사고 후에 회수된 KLM기의 CVR(콕핏보이스레코더)에서는 다음의 대화가 녹음되어 남아있었다.
- KLM기관사: 팬암기가 아직 활주로에 있다고 말하지 않았나요?
- KLM기장: 뭐라고?
- KLM기관사: 팬암기가 아직 활주로 위에 있다고 말하지 않았냐고요?
- KLM기장: (강한 어조로) 아니, (활주로에) 없어!

무엇보다 반 잔텐은 상사일 뿐만 아니라, KLM에서 가장 경험이 풍부한 파일럿 중에 한 명이었기 때문에 기관사는 무겁게 입을 닫을 수밖에 없었다.

### 충돌

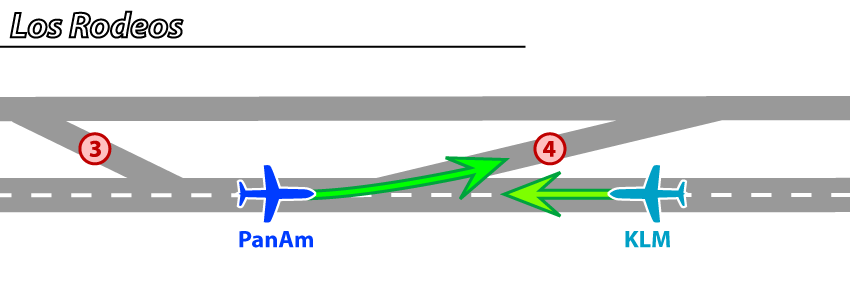
최후의 순간 팬암기(파란색)는 전방 왼쪽의 4번 출구로 회피하려 했다. 팬암기를 확인한 KLM기는 속도를 높이고 있었기 때문에 가속하여 이륙을 빨리하는 대처 방법밖에는 없었다. 충돌은 팬암기 위로 KLM기가 덮치는 형태로 일어났다.

KLM기에게 경고를 주었다고 생각한 팬암기 조종실에서는 기장이 'Let's get the hell right out of here. (빨리 여기서 탈출(이륙)하자.)', 기관사는 'Yeah ... he's anxious, isn't he? (그러게요.... (KLM 항공기가) 걱정이  많은가보네, 그렇지 않나요?)', 'After he's held us up for all this time - now he's in a rush. (그가 (KLM 항공기) 우리를 못가게 막아두었는데... 이제는 급한가 보네요.)'란 대화를 나누면서 활주로의 C4출구에 들어가려던 그 순간 기장이 KLM기의 착륙등이 접근하는 것을 확인했다.
기장은 KLM기를 발견하고는 '저기있네! 저거봐! 미친.... 저 개자식이 우리한테 돌진하고 있어!((There he is! Look at him! Goddamn ... that son-of-a-bitch is coming straight at us!)'라고 말하는 동시에 'Get off! Get off! Get off! (나가요! 나가요! 나가요!)'라고 말하는 부조종사의 목소리도 기록되었다. 충돌 10초 전 팬암기의 조종사들은 출력을 전개하여 C4출구를 향해 급속히 좌측으로 턴을 시도하려 했으나, 아무래도 시간이 없었기에 기수를 45도 정도로 돌린 것이 전부였다.
한편 KLM기는 이 속도가 바로 [V1(이륙 결심 속도)]을 초과한 것이기에 정지제동은 할 수 없었고, 또한 [VR(기수를 올릴 수 있는 속도)]에는 도달할 수 없는 상태였기에 충돌을 피하기 위해 강인하게 기수를 올리는 조작을 취했으나, 동체를 활주로에서 20m 정도 띄우는 것에 불과했다. 겨우 띄웠던 KLM기의 동체하부는 활주로상에서 좌측으로 회전중이던 팬암기의 기체상부에 엎어지는 형태로 충돌해 조종석 바로 뒤인 팬암기의 퍼스트클래스 라운지 부분을 분쇄하고, 충돌지점에서 150m 미끄러진 후 기체가 추락해 활주로를 활활 불태웠다. 동체상부를 완전히 파괴당한 팬암기는 그 장소에서 떨어져 대폭발을 일으켰다. 두 항공기의 승객 614명 가운데 대부분이 동체의 변형이 너무 심각해 탈출하지도 못한 채 사망했고, 구조된 사람들 중 팬암 승객들과 팬암 승무원들 70명 가운데 팬암 승객과 승무원 9명이 병원에서 치료 중 사망하였다. 팬암 승객들과 팬암 승무원의 부상자이자 생존자들은 61명뿐이었다. 원인은 충돌시에 흘려진 연료에 의한 폭발과 화재였다.

## 조사 및 원인
스페인, 네덜란드, 미국에서 파견된 70명 이상의 항공 사고 조사관, 양쪽 항공기의 운영사인 팬 아메리칸 항공과 KLM이 사고조사에 들어갔다. 사고가 KLM기에게 책임이 있다는 스페인 측 조사결과와 복잡한 원인에 의해 벌어진 것이라는 네덜란드 측 조사결과가 대립하였으나, 후에 네덜란드 측이 공평한 조사라는 평가를 받았다.

### 전체적인 원인
사고 당시 파일럿과 관제탑 사이의 오해 및 잘못된 가정. CVR을 듣고 벌어진 조사에서 테네리페 관제탑이 KLM기는 활주로 끝에 정지하여 이륙허가를 기다리고 있다는 확신을 가지고 있었고, 이때 KLM기 파일럿은 이륙허가가 나왔다고 확신한 것을 알았다.

### 부분적인 원인
각각의 원인이 상대적으로 중요한 것은 지금도 의론이 있으나, 총합한 결론은 전체적인 원인 아래 아래의 요인이 복합적으로 발생해 사고가 일어났을 것이라 생각한다.
- 팬암기 기장이 아직 활주로에 있다는 보고가 있을 당시, KLM기 기장이 이륙을 중단하지 않은 사실.
- 팬암기가 이미 활주로를 이동하고 있지 않을까라는 KLM항공기관사의 질문에 KLM기장이 아직 이동하지 않았을 것이라고 확신하며 거부한 일
- 눌러야만 되는 무선음성.
- KLM부조종사 및 관제관이 표준이 아닌 용어("We're at take off"와 "O.K")를 교신으로 사용한 것.
- 팬암기가 지시받은 C3출구를 통해 활주로를 나가지 않은 일.

## 대책

### 항공규칙 개정
사고 이후, 비행기 및 국제항공규칙에 대한 전면적인 변경이 이루어졌으며, 국제 항공에 관련된 조직은 표준화된 용어를 사용하라는 요청을 받았다.

### CRM의 도입
사고 이후 항공업계에 CRM(Crew Resources Management, 인적자원관리) 개념이 도입되었다. 이것은 그룹 멤버 간의 엄격한 상하관계가 그룹 간의 의사소통 및 정보교환을 방해하는 것을 보완, 상관이 부하에게 명령을 내릴 때도 상호간의 합의에 의한 의사결정을 강조하는 것을 의미한다. 현재 CRM은 항공회사의 기초적인 안전관리방식과 훈련체계로 인정받고 있다.

### 신공항의 건설
테네리페 섬의 북부인 로스 로데오와 그 주변 지역에 짙은 안개가 잦게 발생하고 이것이 사고로 이어지자, 섬 남부에 새로운 공항을 건설하게 되었다. 새 공항인 레이나 소피아 공항이 완공되면서 로스 로데오 공항의 국제선 업무가 이관되었고, 로스 로데오 공항은 카나리아 제도 내의 섬과 스페인 본토로의 비행에 사용되고 있다.

## 참고 문헌
- 『機長の真実』　デヴィッド・ビーティー / 小西進（訳）講談社　2002年　ISBN 4-06-211119-5